# Holyroodhouse High Constables
Holyroodhouse High Constables, et lille korps af ceremonielle vagter ved det engelske kongehus officielle residens Holyrood Palace i den skotske hovedstad Edinburgh.
Vagtkorpset stammer fra det 16. århundrede og for nuværende, 2008, er vagterne tilstede når de kongelige eller the Lord High Commissioner fra den skotske kirke residerer.
Tilstede på permanent basis i Holyrood Palace er den faste stab af tjenestefolk og the Lord High Constable of Scotland, som er ansvarlig for de kongeliges sikkerhed når de opholder sig i Edinburgh.